# The Aces (Bluesband)
The Aces waren eine der ersten und einflussreichsten Bands des elektrischen Chicago Blues. Sie kombinierten den ländlichen Country Blues aus dem Süden der Vereinigten Staaten mit Elementen des beschwingten Jazz, der in den 1940ern in Chicago gespielt wurde. Als Begleitband von Little Walter spielten sie in der ersten Hälfte der 1950er eine Reihe von Hits ein.

## Bandgeschichte
Die Brüder Dave (1926–2001; Gitarre, Bass) und Louis Myers (1929–1994; Gitarre, Mundharmonika) kamen 1941 mit ihrer Familie aus Mississippi nach Chicago. Sie traten zusammen als „The Little Boys“ auf. Mit Junior Wells (1934–1998; Mundharmonika) als drittem Mann nannten sie sich zunächst „The Three Deuces“, dann „The Three Aces“. Anfang der 1950er kam der Schlagzeuger Fred Below (1926–1988) dazu und sie wurden „The Four Aces“, und schließlich einfach nur „The Aces“.
1952 ging Wells zur Band von Muddy Waters. Little Walter, der gerade Muddy Waters verlassen hatte, engagierte die verbleibenden Aces als seine Begleitband und nannte sie „The Jukes“ („Little Walter & His Jukes“), in Anlehnung an den großen Erfolg seines Instrumentaltitels Juke. Mit Little Walter nahmen die Aces eine Reihe von Hits auf, darunter Mean Old World, Sad Hours, Off the Wall und Tell Me Mama.
Mitte der 1950er verließen die früheren Aces-Mitglieder der Reihe nach die Band von Little Walter, um als Studiomusiker zu arbeiten. Neue Musiker in Walters Band waren u. a. Robert Lockwood Jr., Luther Tucker und Odie Payne. Die Myers-Brüder gingen in den 1970ern wieder als „The Aces“ auf Tour; beim Montreux Jazz Festival 1972 fungierten sie auch als Begleitband von Bo Diddley und Chuck Berry. Dave Myers gründete später „The New Aces“.